# Michel Sardou
Michel Sardou, född 26 januari 1947 i Paris, är en fransk musiker och sångare av främst chansonstuk. 
Hans texter är ofta kontroversiella och behandlar allt från kvinnors rättigheter i islamiska stater, celibat, kolonialism och dödsstraff. Extra kontroversiellt har blivit stödet i vissa texter för USA:s kultur och utrikespolitik samt vissa rasistiska aspekter som i Le temps des colonies där kolonialism och slaveri behandlades på ett något positivt sätt.
Hans musik är huvudsakligen populär i Frankrike, men med låten Les Lacs du Connemara fick han även en internationell hit.

## Utmärkelser
- Riddare av Arts et Lettres-orden,  1985
- Victoire de la chanson originale de l'année, för Musulmanes,  1987
- Riddare av Nationalförtjänstorden,  1988
- Victoire de l'artiste interprète masculin,  1991
- Officer av Nationalförtjänstorden,  13 maj 1996[5]
- Officer av Hederslegionen,  2001[6]
- Officer av Kronorden,  2005
- Kommendör av Hederslegionen,  2020[6]
- Storofficer av Nationalförtjänstorden,  29 november 2023[7]
- Riddare av Hederslegionen

[Redigera Wikidata]